# セバスチャン・コッホ
ゼバスティアン・コッホ（Sebastian Koch, 1962年5月31日 - ）は、ドイツの俳優。
ドイツ語の発音では「ゼバスティアン・コッホ」と表記するほうがより正確であるが、日本では英語読みでセバスチャンと書かれることが多い。

## 経歴
カールスルーエ出身。孤児院で働く母に女手一つで育てられる。1982年から1985年まで、ミュンヘンのオットー・ファルケンブルク演劇学校で演技を学ぶ。この頃から既に劇団に所属していた。ウルムとダルムシュタットの劇団を経て、1990年にベルリンのシラー劇場に所属、シラーやゲーテの作品を演じる舞台俳優として活躍。
1986年にテレビデビュー。数多くのテレビドラマに出演し、とりわけアンドレアス・バーダーを演じた1997年のテレビドラマ『Todesspiel』で知名度が上がる。2001年のテレビドラマ『Der Tanz mit dem Teufel – Die Entführung des Richard Oetker』と、同じくクラウス・マンを演じた『Die Manns – Ein Jahrhundertroman』で人気を不動のものとした。2004年の『Speer und Er』でのアルベルト・シュペーア、同年の『Stauffenberg』でのクラウス・フォン・シュタウフェンベルクなど、テレビ作品での代表作には実在の人物を演じたものが多い。
映画初出演は1991年。2000年頃から映画への出演が目立つようになった。代表作は2006年の『善き人のためのソナタ』で、アカデミー賞外国語映画賞を受賞した。2006年には12年ぶりに舞台に戻っている。
ベルリン在住。ジャーナリストの女性と一女をもうけたが離別、長らく12歳年下の女優と交際していた。その後2005年に映画『ブラックブック』の撮影で共演したオランダの女優カリス・ファン・ハウテンと交際したが、2009年に破局した。

## 出演作品

### 映画
| 公開年 | 邦題 原題                                             | 役名                                   | 備考       |
| ------ | ----------------------------------------------------- | -------------------------------------- | ---------- |
| 1999   | 暗い日曜日 Gloomy Sunday - Ein Lied von Liebe und Tod | Obersturmbannführer Eichbaum           |            |
| 2001   | トンネル Der Tunnel                                   | マチス・ヒラー                         |            |
| 2002   | ホロコースト アドルフ・ヒトラーの洗礼 Amen.           | ホス                                   |            |
| 2002   | 飛ぶ教室 Das fliegende Klassenzimmer                  | ローベルト                             |            |
| 2004   | オペレーション・ワルキューレ Stauffenberg             | クラウス・フォン・シュタウフェンベルク | テレビ映画 |
| 2004   | ザ・フェイク Tödlicher Umweg                          | フィリップ                             |            |
| 2005   | 善き人のためのソナタ Das Leben der Anderen            | ゲオルク・ドライマン                   |            |
| 2006   | ブラックブック Zwartboek                              | ルドウィグ・ムンツェ                   |            |
| 2011   | アンノウン Unknown                                    | レオ・ブレスラー教授                   |            |
| 2013   | ダイ・ハード/ラスト・デイ A Good Day to Die Hard      | ユーリ・コマロフ                       |            |
| 2015   | ブリッジ・オブ・スパイ Bridge of Spies                | ヴォルフガング・フォーゲル             |            |
| 2015   | リリーのすべて The Danish Girl                        | ウォーネクロス                         |            |
| 2018   | ある画家の数奇な運命 Werk ohne Autor                  |                                        |            |
| 2018   | ベル・カント とらわれのアリア Bel Canto               |                                        |            |

### テレビシリーズ
| 年        | 邦題 原題                                            | 役名                   | 備考                   |
| --------- | ---------------------------------------------------- | ---------------------- | ---------------------- |
| 2005      | ヒトラーの建築家 アルベルト・シュペーア Speer und er | アルベルト・シュペーア | ミニシリーズ 計3話出演 |
| 2015-2016 | HOMELAND Homeland                                    | オットー・デューリング | 計12話出演             |